# Asistente biónico para caminar
"ReWalk" es un sistema asistente biónico comercial para caminar, que utiliza un exoesqueleto mecánico en las piernas para ayudar a personas parapléjicas a pararse, caminar y subir escaleras. El sistema utiliza una batería que se lleva en una mochila, y es contolado por un simple control montado en la muñeca que detecta y mejora los movimientos del usuario. El sistema fue diseñado en Yokneam, Israel, por Amit Goffer,  el sistema ReWalk es comercializado por ReWalk Robotics (Originalmente Argo Medical Technologies), y su precio se maneja alrededor de $85,000 dólares por unidad.
El sistema pasó por ensayos clínicos en el centro de rehabilitación MossRehab en los suburbios de la ciudad de Filadelfia, Estados Unidos. En julio del 2014, ReWalk Robotics se enfiló para una oferta pública de venta americana inicial que podría subir hasta $58 millones de dólares. La compañía planea enlistarse en la bolsa de valores NASDAQ bajo el símbolo "RWLK".

## Versiones
Al momento de su lanzamiento inicial, ReWalk estaba disponible en dos versiones – ReWalk I y ReWalk P. ReWalk I es usado en instituciones médicas para investigación o terapia y es usado bajo la supervisión de un profesional de la salud. ReWalk P es para uso personal en casa o público.
Una versión mejorada, ReWalk Rehabilitation 2.0, fue lanzada en enero del 2013. ReWalk 2.0 presenta un tamaño mejorado para individuos más altos y algunas mejoras en el software de control.

## Operación
El sistema ReWalk pesa aproximadamente 23.3 kilogramos (51 libras); la mochila que contiene la computadora, con sistema operativo Windows, y la batería pesan alrededor de 2.3 kilogramos (5.1 libras), y el exoesqueleto robótico de la pierna pesa alrededor de 21 kilogramos (46 libras). El usuario puede utilizar ReWalk en tres modalidades: caminar, sentarse, y pararse. Las señales para adaptar cada una de estas tres modalidades son mandadas a la computadora a través de un control en forma de reloj de pulsera.

## Usuarios
ReWalk fue aprobado para uso en hospitales en los Estados Unidos de América por la FDA (Food and Drug Administration, por sus siglas en inglés) en el 2011. La aprobación de la FDA para uso personal en casa y en público fue emitida en junio del 2014.
En el 2010, un prototipo de ReWalk apareció en la serie de televisión estadounidense Glee; el exoesqueleto fue utilizado por el personaje ficticio Artie Abrams durante el episodio "A Very Glee Christmas" de la temporada 2.
El 8 de mayo de 2012,  Claire Lomas, una mujer británica con parálisis, se convirtió en la primera persona en terminar un maratón usando un traje de asistencia biónico. Lomas, quien fue paralizada desde la cintura hacia abajo en el 2007 en un accidente, completó el Maratón de Londres en 17 días con su sistema ReWalk. Más tarde en el 2012, Lomas se convirtió en la primera persona en utilizar el sistema ReWalk en su vida diaria. Lomas también participó en la ceremonia de apertura de los Juegos Paralímpicos de Londres 2012 utilizando su sistema ReWalk.

## Críticas
El peso y las dimensiones del exoesqueleto ReWalk es considerado demasiado para algunos usuarios según su creador, Amit Goffer. También, con un precio de entre $69,500 y $85,000 dólares, el sistema está fuera del alcance de pacientes con poco dinero, especialmente porque, en julio del 2014, el seguro médico en los Estados Unidos de América todavía no cubre el sistema ReWalk. Larry Jasinki, el director ejecutivo de ReWalk, afirmó en el 2014 que la compañía esta "trabajando con aseguradores y otros proveedores de cobertura de cuidado de la salud para asegurar que individuos que sean candidatos para usar ReWalk sean capaces de comprar un sistema".